# Partidos políticos de Egipto
De acuerdo a su constitución, Egipto tiene un sistema político multipartidista, aunque en la práctica el Partido Nacional Democrático es desde hace décadas el partido de gobierno, siendo dominante en la arena política egipcia. Se permite la existencia de partidos de oposición, aunque en general se considera que estos no tienen posibilidades de acceder al poder.
La Ley 40 de 1977 regula la formación de partidos políticos en Egipto. Esta ley prohíbe la formación de partidos políticos de carácter religioso. Sin embargo, aparte de los partidos políticos propiamente tales, existen grupos de presión de influencia creciente, como por ejemplo el movimiento Kifaya y los Hermanos Musulmanes, que persiguen un mayor balance del poder político.

## Historia
El surgimiento de los partidos políticos en el Egipto decimonónico fue reflejo de interacciones sociales, económicas y culturales, así como de ciertas circunstancias históricas, nacionales y políticas, que llevaron a la creación y al desarrollo de instituciones modernas gubernamentales y sociales, tales como parlamento, gabinetes, partidos políticos, sindicatos, etc. El surgimiento de estos elementos ha sido gradual y ha pasado por sucesivas etapas. Los partidos políticos se formaron primero como sociedades secretas, a las que posteriormente siguieron los grupos políticos.
El Partido Nacional, que no debe confundirse con el actual Partido Nacional Democrático (NDP), fue el primer partido, formado en 1907 por Mostafa Kamel. En menos de diez años surgió una gran variedad de partidos, en cuanto a su naturaleza, proceso de formación, organización, su poder, su base popular y sus plataformas programñaticas. Habían partidos nacionalistas, grupos dominados por el palacio real, otros formados por las autoridades de ocupación, así como partidos de carácter ideológico.
En 1907 - 1920, los partidos políticos ya formados fueron el punto de partida para la diseminación de otros partidos adicionales; sin embargo, tuvieron un papel restringido a consecuencia de la ocupación británica y a la subordinación egipcia al Imperio Otomano. La Declaración unilateral de independencia de Egipto de febrero de 1922 y la dictación de la Constitución de 1923 condujeron al establecimiento de un régimen de monarquía constitucional basado en el pluripartidismo y los principios de la democracia liberal.
Entre 1923 y 1952, Egipto vive una experiencia notable, rica en prácticas políticas y democráticas. Sin embargo, esta experiencia estuvo marcada por diversos defectos, tales como la ocupación británica, la intervención foránea en los asuntos internos de Egipto, así como la interferencia del palacio real en la vida política. A partir del inicio de la Revolución de julio de 1952, el régimen egipcio se esforzó en liquidar a la oposición. En enero de 1953 se adoptó un decreto acerca de la disolución de los partidos políticos y la adopción de un régimen monopartidario. La dictación de la ley de partidos en 1977 demostró que el régimen político de Egipto pasaba oficialmente a la era del pluripartidismo.

## Los componentes políticos de Egipto
La política egipcia se caracteriza por circunstancias particulares que muchas veces hacen imposible una clasificación simple en términos del espectro político. A veces es posible asociar a los grupos con la izquierda o la derecha política, especialmente en los círculos internacionales, de acuerdo a la posición que adoptan ante determinadas cuestiones. Existen casos dinámicos: el Partido Nacional Democrático, aunque formalmente creado como partido de izquierda, difícilmente puede clasificarse como tal en el siglo XXI.
Actualmente (a inicios de 2011) existen los siguientes partidos políticos en Egipto:

### Partidos y fuerzas políticas mayores
- Partido Nacional Democrático ('Al'Hizb Al Watani Al Democrati'), fundado el 1-10-1978, expulsado de la Internacional Socialista el 1.2.2011.[4][5]
- Sociedad de la Hermandad Musulmana (Jama'at al-Ikhwan al-Muslimin)[6]
- Nuevo Partido Wafd (Hizb al-Wafd-al-Gadid), fundado el 4-2-1978.
- Partido Nacional Unionista Progresista (Hizb al Tagammo' al Watani al Taqadommi al Wahdwawi') - Partido de izquierda, también conocido como Tagammu, fundado el 7-7-1977.[7]
- Partido Nasserista Democrático Árabe o Partido Nasserista, fundado el 19-4-1992.
- Partido Liberal (Hizb al-Ahrar), fundado el 7-7-1977.
- Partido del Mañana (Hizb al-Ghad), fundado el 27-10-2004.

### Otros partidos de izquierda
- Partido Socialista Árabe Egipcio (Hizb Misr al-arabi al-ishtaraki), fundado el 7-7-1977.
- Partido Laborista, fundado el 11-12-1978 - Suspendido.
- Partido de la Umma (Hizb al-Umma), fundado el 26-5-1983.
- Partido del Joven Egipto (Hizb Misr El-Fatah), fundado el 14-4-1990.
- Partido de la Justicia Social, fundado el 6-6-1993.
- Partido Nacional de Conciliación (Hizb al-Wifak), fundado el 2-3-2000.
- Partido Egipto 2000, fundado el 7-4-2001.

### Otros partidos liberales
- Partido Verde Egipcio, fundado el 14-4-1990.
- Partido Unionista Democrático (Hizb al-Itahadi al-Democrati), fundado el 14-4-1990.
- Partido Democrático del Pueblo (PDP), fundado el 15-3-1992 - Actualmente congelado.
- Partido de la Generación Democrática (Hizb El-Geel al-Democrati), fundado el 9-2-2002.
- Partido Constitucional (al-Hizb al-distouri), fundado el 24-11-2004.
- Partido de la Juventud de Egipto, fundado el 2-7-2005.
- Partido Democrático de la Paz, fundado el 2-7-2005.
- Partido Republicano Libre, fundado el 4-7-2006.
- Partido del Frente Democrático (Hizb al-Gabha al-Democrati), fundado el 24-5-2007.

### Otros partidos de derecha
- Partido de la Solidaridad (Hizb Al Takaful ), fundado el 5-2-1995.
- Partido Conservador, fundado el 12-3-2006.

### A la espera de licencias
- Partido de la Dignidad (Hizb al-Karama) - una fracción nasserista dirigida por el periodista y diputado Hamdeen Sabahi. No se le ha otorgado aún una licencia plena de funcionamiento.
- Partido Liberal Egipcio (el Hizb el Masri el Liberali), antes Partido de la Madre Egipto (Hizb Masr el-Omm) - un partido secular nacionalista egipcio.
- Partido de Centro (Hizb Al-Wasat)- una fracción de los Hermanos Musulmanes de tendencias moderadas, dirigida por Abul-Ela Madi.

## Otros grupos políticos y de presión
- Hizb ut-Tahrir (Hizb ut-Tahrir)
- Partido Comunista Egipcio (al-Hizb al-Sheo'ey al-Masry)
- Movimiento Kifaya
- Asociación Nacional por el Cambio (Al-Jamyaa Al-Watanya Let-Taghyeer)
- Movimiento Juvenil 6 de Abril (Harakt 6 Ebreel)
- Socialistas Revolucionarios